# Уфимское коммерческое училище
Уфимское коммерческое училище — среднее учебное заведение в Уфе, действовавшее в период 1909—1919 гг. и дававшее образование для работы в сфере торговли и коммерции.

## История
К концу XIX в. в Уфе начал ощущаться недостаток специалистов для работы в сфере коммерции. К 1909 г. в городе работало 9 банков, 21 страховое агентство и 7 различных касс. Развивалась сеть магазинов, в подготовленных кадрах также нуждались торговые и промышленные предприятия. Назрела идея об открытии специализированных учебных заведений, которая начала высказываться в выступлениях официальных лиц, в публикациях периодических изданий и на собраниях земских и коммерческих обществ.
В 1903 г. в год 25-летия создания Уфимского Общества взаимного кредита председатель ревизионной комиссии общества А. А. Итин и член общества и будущий городской голова С. П. Зайков предложили открыть в Уфе среднеспециального коммерческого училища. В дальнейшем было предложено открыть четырёхлетнюю торговую школу, в которой будут один приготовительный класс и три основных. Особое совещание о создании коммерческого учебного заведения состоялось 23 ноября 1905 г. Вскоре А. А. Итин начал ходатайствовать перед местными общественными учреждениями и богатыми уфимцами о выделении ими средств на открытие школы, а также обращаться с прошениями в местные и центральные органы управления. В начале 1908 г. министр торговли и промышленности удовлетворил эти прошения, в марте того же года устав Уфимской торговой школы был утверждён. Губернское земское собрание постановило выдать на возведение здания учебного заведения 500 рублей сразу и ассигновать его в фонд 300 рублей ежегодно.
6 сентября 1909 г. Уфимская торговая школа была торжественно открыта. Вначале она не располагала своими помещениями и два года арендовала дом на Александровской улице, пока строилось здание на Центральной улице. Постройка обошлась в 90 тысяч рублей, из которых казна выделила 50 тысяч рублей, остальные средства были получены от Общество взаимного кредита.
27 апреля 1911 г. собрание Общества взаимного кредита постановило учредить комитет, которому поручалось вести все дела по открытию Коммерческого училища. 25 мая того же года комитет решил объединить торговую школу и коммерческое училище в одно учреждение, 17 августа 1911 г. был выбран устав училища на основании устава Ярославского коммерческого училища и Торговой школы, а 5 мая 1912 г. товарищ (заместитель) министра торговли и промышленности Д. Коновалов утвердил этот устав. Новое здание коммерческого училища было открыто 25 августа 1912 г. и освящено по христианскому и мусульманскому обычаям. На торжественном открытии присутствовали губернатор Уфимской губернии П. П. Башилов, вице-губернатор А. Г. Толстой, начальник жандармского управления Иванов, инспектор Оренбургского учебного округа С. В. Кузнецов, директор мужской гимназии В. Н. Матвеев, директор землемерного училища А. Г. Покатило. А уже 27 августа 1912 г. в училище начались занятия. Исполняющим обязанности директора стал надворный советник Иосиф Иосифович Рожновский, в 1914 году директором назначен Носков Александр Куприянович.
В приготовительный класс школы брали мальчиков 11—14 лет, закончивших хотя бы 1 класс приходского училища. В учебном 1913—1914 г. в учреждении действовали два приготовительных и первых класса. В программу обучения входили общеобразовательные предметы того времени: закон Божий и основы Ислама, арифметика, русский, немецкий и английский языки, а также такие предметы как история, география, природоведение, рисование, лепка, каллиграфия, пение. Основой обучения стали бухгалтерский учёт, товароведение и коммерческие дисциплины. В 1915 г. в коммерческом училище обучались 175 юношей, в торговой школе — 93 ученика. По окончании первого класса торговой школы ученики поступали во второй класс училища. Училище имело свой попечительский совет.
В следующие годы к зданию был сделан пристрой по проекту архитектора С. С. Плудермахера, в нём разместились квартира директора училища, четыре учебных класса торговой школы, гимнастический зал, товарный музей и естественно-исторический кабинет. Училище располагало двумя библиотеками: ученической и фундаментальной. Стоимость обучения составляла 40 рублей в год. Для поддержки малоимущих учеников в училище были два полностью бесплатных места («романовские вакансии», основанные в честь 300-летия дома Романовых в 1913 г.) и стипендии Д. П. Бернштейна, Д. С. Волкова, П. И. Костерина, имени Л. Н. Толстого Уфимского Биржевого комитета и стипендия торгующих в Гостином Дворе. Статус выпускников коммерческого училища приравнивался по статусу к выпускникам реального училища. Училище финансировалось за счет пособий от городских учреждений (Общество взаимного кредита, земства и др.), различных пожертвований, ссуды Министерства торговли и промышленности, а также платы за обучение, которая составляла не более 13 % от общего объёма финансирования.
После Октябрьской Революции 1917 г. в 1919 г. училище было закрыто. В годы Гражданской войны здесь размещались казармы красноармейцев. С 1921 г. в здании находился рабочий клуб работников железнодорожного и водного транспорта, а с 1937—1941 гг. — Дворец Пионеров. В период Великой Отечественной войны в здании бывшего училища находился Исполком Коминтерна (1941—1943 гг.), а затем — Уфимский авиационный институт (ныне Уфимский университет науки и технологий), Уфимский авиационный техникум, музей интернациональной дружбы, музей города Уфы и снова Уфимский авиационный техникум, ныне — Уфимский авиационный техникум.